# 隆桑镇
隆桑镇，是中华人民共和国广西壮族自治区百色市德保县下辖的一个乡镇级行政单位。

## 行政区划
隆桑镇下辖以下地区：
示下村、坡吉村、桥头村、隆桑村、福龙村、大吉村、陇坛村、陇色村、下布村、果甫村和谷留村。